# Heinrich Bömers
Heinrich Ferdinand Emil Bömers (* 2. November 1864 in Bremen; † 1. April 1932 in Bremen) war ein deutscher Politiker (DVP) und Bremer Senator.

## Biografie
Bömers begann nach dem Besuch des Alten Gymnasiums in Bremen eine kaufmännische Lehre bei der Firma Fredk. Möller Söhne. Sein Militärdienstjahr absolvierte er bei den Braunschweiger Husaren. Er wurde Weinkaufmann und übernahm nach dem Tod seines Vaters 1887, im Alter von nur 23 Jahren die Weinhandlung Reidemeister & Ulrichs, die er bis zu seinem Lebensende (neben den politischen Ämtern) leitete. Die Weinhandlung, die sich unter seiner Leitung zu einem der führenden deutschen Weinimporthäuser entwickelte, wurde lange von Nachkommen geführt und 2009 mit der Firma DC Gesellschaft für Weinimporte fusioniert. Er gehörte am 7. Juli 1903 zu den Mitbegründern des Verkehrsvereins der Freien Hansestadt Bremen, der noch heute besteht und Mitgesellschafter (49 %) der Bremer Tourismuszentrale ist. Er war auch Mitglied des ersten Vorstandes.

### Politik
Bömers wurde 1897 in die Bremer Bürgerschaft gewählt und 1905 Mitglied der Handelskammer. Am 30. Januar 1909 wurde er für die Nationalliberalen Senator der Freien Hansestadt Bremen. Als Senator übte er vor allem in den Bereichen Handel, Schifffahrt, Verkehr und in der Finanzpolitik einen großen Einfluss aus. Als Mitglied der Lebensmittelkommission des Senats wurde er unter der Bezeichnung „Kartoffelsenator“ bekannt, weil er in geschickten Verhandlungen mit dem Reich dafür sorgte, das die Stadt im Verhältnis zur Bevölkerungszahl überproportional viele dieser Erdfrüchte erhielt. Ab Februar 1919 arbeitete er massiv auf die Beendigung der Bremer Räterepublik hin. Nach dem Ende der Herrschaft des Arbeiter- und Soldatenrates war er vom 10. April 1919 bis zum 13. August 1931 für die Deutsche Volkspartei erneut Senator. Er trat wegen des Nordwolle-Konkurses zurück, da er sowohl dienstlich als auch privat mit der Nordwolle verstrickt war. Sein Sohn Heinz war mit der Schwester des Nordwolledirektors Lahusen verheiratet. Mit dem Rücktritt als Senator lebte sein Bürgerschaftsmandat wieder auf, das während seiner Amtszeit als Senator geruht hatte. Er übte es bis zu seinem Tode wenige Monate nach seinem Rücktritt als Senator aus.
In der Sparkasse Bremen war er seit 1897 Mitglied des Verwaltungsrates und wurde 1903 zweiter und 1917 erster Vorsitzender. 1917 wurde er Mitglied des Aufsichtsrats des Norddeutschen Lloyd, später auch in der Bremer Rolandmühle AG und der Hansamühle AG.
Er engagierte sich in der Bremischen Evangelischen Kirche und war von 1912 bis 1931 Bauherr am St. Petri-Dom, was dem Amt eines geschäftsführenden Gemeindevorstands entspricht. Die Senator-Bömers-Straße in Bremen-Woltmershausen wurde nach ihm benannt.
Heinrich Bömers war Mitglied der renommierten Stiftung Haus Seefahrt, in der sich traditionell die Elite des Bremischen Wirtschaftsbürgertums exklusiv organisiert und wurde 1932 als einer ihrer Vorsteher ins Leitungsgremium der Stiftung gewählt.
Bömers war auch im Vorstand der Lesehalle in Bremen, der bis 1933 als Trägerverein der Lesehalle fungierte.

## System Bömers
Gegen Ende der 1920er Jahre entstand das sogenannte „System Bömers“, bei dem sich die privatwirtschaftliche Tätigkeit mit dem Dienst am Staat vermischte, wie es in Bremen nicht unüblich war. Kaufmännische Grundsätze traten an die Stelle der fiskalisch-kameralistischen. Eine expansive Wirtschafts- und Finanzpolitik betrieb über die Finanzhauptkasse Bremens Bankgeschäfte großen Stils, namhafte Unternehmen wie die J. F. Schröder Bank, die Darmstädter und Nationalbank, deren Vizeaufsichtsratsvorsitzender Bömers war, der Norddeutsche Lloyd wurden mit dem bremischen Staatsinteresse verflochten. Dieses System trug mit dazu bei, dass 1931 nach dem Konkurs der Norddeutsche Wollkämmerei & Kammgarnspinnerei („Nordwolle“) die J. F. Schröder Bank zahlungsunfähig, vom Staat saniert und übernommen wurde, während die ebenfalls zahlungsunfähige Darmstädter und Nationalbank unter Reichstreuhandschaft gestellt wurde. Diese Auswirkungen des „Nordwolle“-Zusammenbruchs markierten den Beginn der akuten Phase der Deutschen Bankenkrise und leiteten den Höhepunkt der Auswirkungen der Weltwirtschaftskrise in Deutschland ein.

### „System Bömers“ in der Bürgerschaft
Am 9. Oktober 1931 sprach die Bremische Bürgerschaft über die Vorgänge, die zur Gefährdung und zum Verlust von erheblichen Staatsmitteln geführt hatten. Die Grundlage war eine Mitteilung des Senats vom 2. Oktober 1931, der ein Bericht des „Ausschusses zur Prüfung der Verhältnisse der Staatskasse“ zugrunde lag. Die Sitzung dauerte von 16 Uhr bis zum nächsten Morgen 3:55 Uhr. Bömers, der bereits beantragt hatte, in Zukunft ohne Gehalt im Senat mitzuwirken, wurde gefragt, ob er auch bereit sei, auf seine staatliche Pension zu verzichten. Bömers antwortete, er sei dazu bereit gewesen, aber man habe ihm dann gesagt, er müsse Schenkungssteuer auf die nicht ausgezahlte Pension bezahlen; dazu sei er nicht bereit gewesen.
In der gleichen Sitzung kam die Rede darauf, dass nach bremischem Recht nicht der Senat, sondern die Bürgerschaft für die Bewilligung von Anleihen zum außerordentlichen Bedarf des Staates zuständig sei.
Die Bürgerschaft hatte sich aber schon seit 1923 selbst entmachtet, indem sie die Finanzdeputation ermächtigt hatte, Anleihen für den Staat aufzunehmen. Später habe sie alle zwei Jahre diese Ermächtigung erneuert. Indem man die Staatskredite nutzte, um der Wirtschaft Liquidität zuzuführen, habe man eine Scheinblüte der Wirtschaft erzeugt.
Die Deputationen der Bremischen Bürgerschaft sind eine verfassungsrechtliche Besonderheit, da sie sowohl legislative als auch exekutive  Aufgaben ausführen und über entsprechende Vollmachten verfügen.
Bei dieser Sitzung kam zum ersten Mal die Idee auf, dass man ein „System“ zu Grabe getragen habe, ein System, welches früher einmal richtig war, sich dann aber als falsch herausstellte. Das System Bömers müsse verschwinden und zu Grabe getragen werden.